# Nigéria nos Jogos Olímpicos de Verão de 1956
A Nigéria competiu nos Jogos Olímpicos de Verão de 1956 em Melbourne, Austrália.